# Holzfreies und holzhaltiges Papier
Die Begriffe holzfrei und holzhaltig beziehen sich bei Papiersorten nicht auf den Holzgehalt des Papiers, sondern auf seinen Gehalt an Holzstoff.

## Holzfreies Papier
Sogenanntes holzfreies Papier wird aus gebleichtem Zellstoff hergestellt, der wiederum zum großen Teil aus Holz hergestellt wird. Allerdings darf der Anteil des holzeigenen Stoffes Lignin am gesamten Faserstoffanteil des Papiers maximal 5 % betragen. Papier enthält außer den Fasern häufig auch Füllstoffe, diverse Zusatzstoffe und gegebenenfalls einen Bindemittelauftrag auf der Oberfläche. Eine genauere Bezeichnung wäre ligninfreies Papier.
Holzfreie Papiere vergilben nicht und eignen sich daher für langlebige Druckerzeugnisse, etwa Bücher. Holzfreie Papiere gelten aufgrund ihrer höheren Alterungsbeständigkeit als hochwertig.
Holzfreies ungestrichenes Papier – im Englischen WFC (woodfree coated) oder WFU (woodfree uncoated) – ist holzfreies Papier ohne Bindemittelauftrag (siehe dazu gestrichenes Papier). Die Oberfläche kann bei ungestrichenem Papier aber durchaus mit Kreide behandelt worden sein, um den Weißgrad zu erhöhen. Holzfreies ungestrichenes Papier wird hauptsächlich für Office-Anwendungen (Kopierpapier, Druckerpapier), Schulhefte, Schreibblöcke, aber auch im Buchdruck und teilweise in der grafischen Industrie eingesetzt. Die Bedruckbarkeit ist zwar nicht so gut wie bei Kunstdruckpapier, dafür ist das Papier in der Haptik angenehmer. Durch Satinieren kann die Bedruckbarkeit verbessert werden. Holzfreies ungestrichenes, hochsatiniertes Papier gehört in die Klasse des Naturkunstdruckpapiers.

## Holzhaltiges Papier
Sogenanntes holzhaltiges Papier enthält mehr als 5 % Holzstoff in der gesamten Faserstoffmasse. Eine genauere Bezeichnung wäre holzstoffhaltiges Papier.
Holzhaltige Papiere neigen zum Vergilben und werden daher für kurzlebige Druckerzeugnisse verwendet, etwa für Zeitungen und Zeitschriften.

## Ligningehalt
Holzstoffe werden durch mechanische Zerfaserung oder zumindest teilweise mechanisch aus Holz gewonnen. Zellstoff wird durch chemischen Faseraufschluss hergestellt – zum größten Teil ebenfalls aus Holz. Holzstoffe enthalten viel mehr Lignin als Zellstoff. Deshalb enthalten holzhaltige Papiere auch viel mehr Lignin als holzfreie Papiere. Holzstoff und holzhaltige Papiere sind im Blick auf den Ligningehalt dem Rohstoff Holz ähnlicher als Zellstoff beziehungsweise holzfreie Papiere. Der höhere Ligningehalt der holzhaltigen Papiere bewirkt, dass diese rasch vergilben.